# Alan Pérez

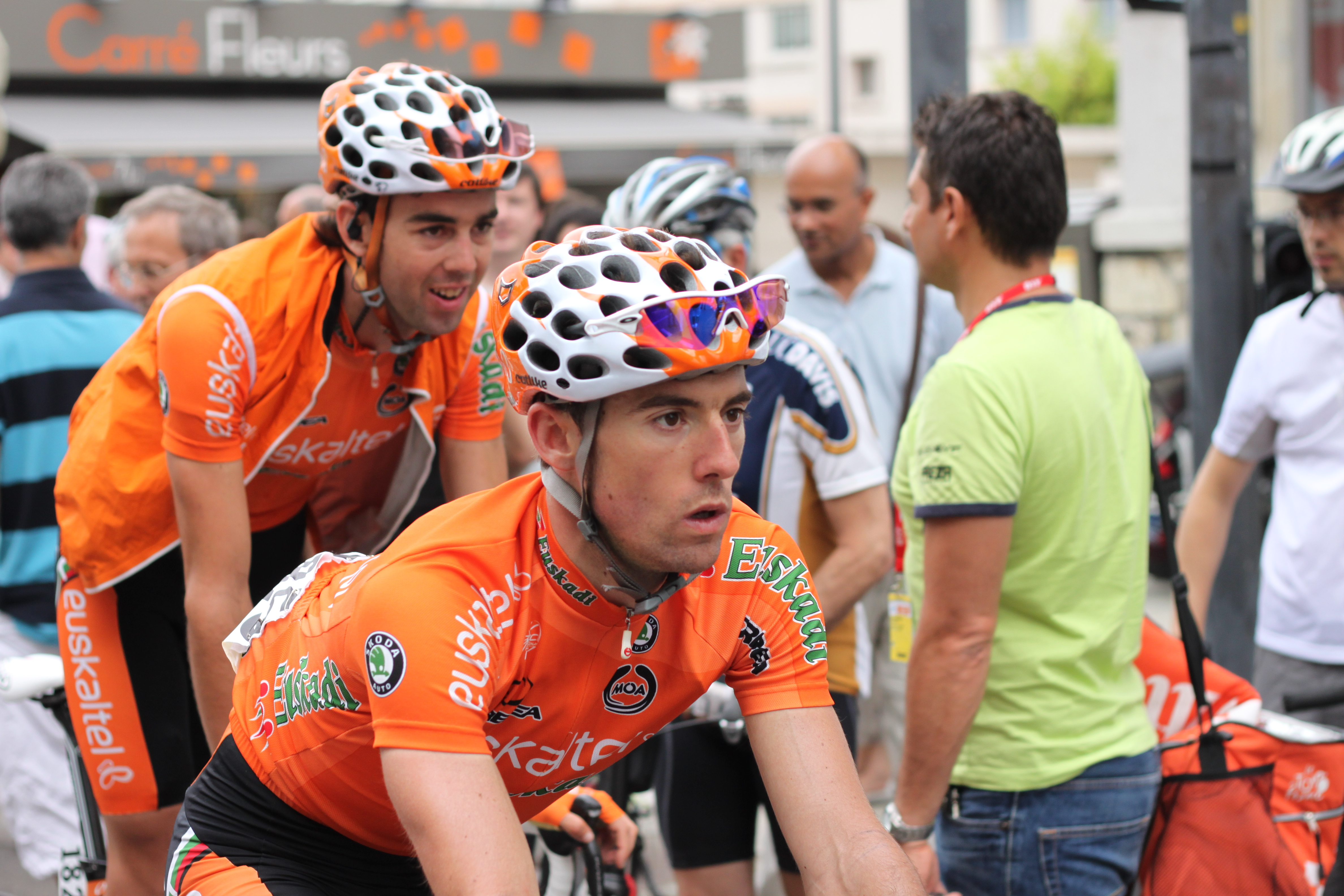
Alan Pérez Lezaun (vorne) bei den Critérium du Dauphiné 2010

Alan Pérez Lezaun (* 15. Juli 1982 in Zurucuain) ist ein ehemaliger spanischer Radrennfahrer.
Alan Pérez begann seine Karriere 2004 bei dem spanischen Radsportteam Orbea. Gleich in seinem ersten Jahr konnte er eine Etappe der Navarra-Rundfahrt für sich entscheiden. Mitte der Saison wechselte Pérez zu dem baskischen ProTeam Euskaltel-Euskadi. Ende der Saison 2012 beendete er seine Karriere als Berufsradfahrer.

## Erfolge
2004
- eine Etappe Vuelta a Navarra

## Teams
- 2004–2006 Orbea (bis 7. Juni)
- 2006–2012 Euskaltel-Euskadi